# 带纹蟹守螺
带纹蟹守螺（学名：Cerithium fasciatum），是中腹足目蟹守螺科蟹守螺属的一种。主要分布于中国大陆，常栖息在潮下带。